# Dziekanówek
Dziekanówek – zniesiona w 2003 miejscowość, odtąd w granicach wsi Izabelin-Dziekanówek w Polsce, w województwie mazowieckim, w powiecie nowodworskim, w gminie Czosnów.
Dawniej Dziekanówek stanowił odrębną wieś, a od 1933 gromadę Dziekanówek w gminie Cząstków (do 1954) w powiecie warszawskim, od 1952 w powiecie nowodworskim.
W 1943 roku Dziekanówek liczył 142 mieszkańców, a Izabelin 225
W latach 1954–1959 w gromadzie Pieńków, a 1959–1973 w gromadzie Czosnów.
1 stycznia 1973 stał się częścią wsi (i sołectwa) Izabelin w nowej gminie Czosnów. W latach 1975–1998 miejscowość administracyjnie należała do województwa warszawskiego. 1 stycznia 2003 Dziekanówek zlikwidowano jako osobna miejscowość, a wieś Izabelin zmieniła nazwę na Izabelin-Dziekanówek.